# Giulia Capocci
Giulia Capocci (7 mei 1992) is een rolstoeltennisspeelster uit Italië. Capocci begon met (valide) tennis toen zij elf jaar oud was. Zij speelt rechtshandig.

## Medische voorgeschiedenis
Tijdens training, in maart 2013, brak Capocci de meniscus van haar rechter knie. Hierop werd een routine-operatie uitgevoerd. Tijdens de revalidatie verergerde de situatie, die vervolgens werd gediagnostiseerd als algodystrofie. Nooit is duidelijk geworden of het een gevolg van de operatie is, maar het rechter been weigert om gecontroleerd te bewegen. Capocci heeft aanhoudend pijn maar gebruikt geen pijnstillers, omdat die haar sportleven in de weg staan.

## Loopbaan
In haar jeugd speelde Capocci tennis op verenigings- en nationaal niveau. Toen zij twintig was (2012), begon zij aan een opleiding tot tenniscoach. Een jaar later werd dit afgebroken door voornoemd medisch probleem. Het jaar daarna (2014) ging zij op pad om rolstoeltennistoernooien te bezoeken, en maakte vervolgens ook zelf de stap om zich in die sport te gaan bekwamen.
Capocci debuteerde internationaal in februari 2016 op het ITF-toernooi North West Challenge in Preston (Engeland). Twee maanden later won zij haar eerste ITF-titel op het dubbelspeltoernooi in Sarreguemines (Frankrijk). Later dat jaar won zij haar eerste enkelspelfinale in Brescia (Italië).
In mei 2017 vertegenwoordigde Capocci voor het eerst Italië bij de World Team Cup. Aan het eind van dat jaar kwalificeerde zij zich voor deelname aan het dubbelspel-eindejaarstoernooi Uniqlo Wheelchair Doubles Masters (in de Nederlandse plaats Bemmel), samen met de Duitse Katharina Krüger.
In 2018 won Capocci haar eerste titels van de categorie "ITF 1 Series" op het Sardinia Open in Alghero (Italië), waar zij in de enkelspelfinale de Nederlandse Marjolein Buis versloeg, en bovendien het dubbelspeltoernooi won met Française Charlotte Famin aan haar zijde. Twee maanden later won zij nog een enkelspeltitel van die categorie, in Bath (Engeland) waar zij achtereenvolgens Dana Mathewson, Marjolein Buis en de Zuid-Afrikaanse Kgothatso Montjane uitschakelde. Waar zij eerder dat jaar al de top tien was binnengekomen, had zij aan het eind van 2018 de zesde positie bereikt, waarmee zij zich kwalificeerde voor deelname aan het enkelspel-eindejaarstoernooi NEC Wheelchair Tennis Masters in Orlando (VS) – daar doorliep zij met succes de groepsfase, en bereikte de halve finale. Zij beëindigde het jaar op de vijfde plek van de wereldranglijst.
In 2019 debuteerde zij op de grandslamtoernooien: het Australian Open en Roland Garros – in beide gevallen werd zij al in de eerste ronde uitgeschakeld door de als tweede geplaatste Japanse Yui Kamiji. Op Wimbledon bereikte zij in het dubbelspel de finale, samen met de Nederlandse Marjolein Buis.

## Resultaten grandslamtoernooien
| Legenda | Legenda                          |
| ------- | -------------------------------- |
| g.t.    | geen toernooi gehouden           |
| l.c.    | lagere categorie                 |
| –       | niet deelgenomen                 |
| G       | uitgeschakeld in de groepsfase   |
| 1R      | uitgeschakeld in de eerste ronde |
| 2R      | uitgeschakeld in de tweede ronde |
| 3R      | uitgeschakeld in de derde ronde  |
| 4R      | uitgeschakeld in de vierde ronde |
| KF      | uitgeschakeld in de kwartfinale  |
| HF      | uitgeschakeld in de halve finale |
| F       | de finale verloren               |
| W       | het toernooi gewonnen            |
| w-v     | winst/verlies-balans             |

### Enkelspel
- De kwartfinale is doorgaans de eerste ronde.

| toernooi        | 2019 |
| --------------- | ---- |
| Australian Open | KF   |
| Roland Garros   | KF   |
| Wimbledon       | KF   |
| US Open         | KF   |

### Dubbelspel
- De halve finale is doorgaans de eerste ronde.

| toernooi        | 2019 |
| --------------- | ---- |
| Australian Open | HF   |
| Roland Garros   | HF   |
| Wimbledon       | F    |
| US Open         | HF   |